# Afromorgus testudo
Afromorgus testudo är en skalbaggsart som beskrevs av Gilbert John Arrow 1927. Afromorgus testudo ingår i släktet Afromorgus och familjen knotbaggar. Inga underarter finns listade i Catalogue of Life.